# Tartan
Den här artikeln handlar om mönstret tartan. För beläggning på friidrottsbanor, se Tartan (beläggning).
Tartan, eller skotskrutigt, är ett rutigt ylletyg i olika färger som används i skotsk höglandsdräkt. Kiltar har nästan alltid ett tartanmönster av något slag. Tartantyg vävs ibland i tuskaft, men oftast i ett karakteristiskt fyrskaftsmönster (fyrskaftad satin) där sekvensen av trådfärger oftast är densamma i varp och inslag. 
Tartanmönster har en lång historia i keltiska folkdräkter, och fick en nyvunnen och stor popularitet under 1800-talet som en nationalsymbol för Skottland. I modern tid har olika tartanmönster blivit associerade med skotska klaner och familjer och i vissa fall institutioner som har en koppling till keltiska traditioner. Det finns hundratals officiellt registrerade tartanmönster. Vissa har historiska källor, men flertalet är moderna varianter eller helt nya designer.